# 大河内久徴
大河内 久徴（おおこうち ひさあきら）は、江戸時代後期の旗本。大河内宗家20代。石高は715石。

## 生涯
安永3年（1774年）に大河内久雄の長男として生まれる。文化3年（1806年）7月に父が死去したため家督を相続する。小姓組を勤め、天保7年（1836年）10月8日に小姓組与頭となる。天保12年（1841年）閏1月6日に職を辞し、天保13年（1842年）6月2日に死去。享年69。